# Markku Piri
Markku Veli Martti Piri, född 23 januari 1955 i Kauhava, är en finländsk textilformgivare.
Piri studerade vid Parsons School of Design i New York (1973) och vid Konstindustriella högskolan i Helsingfors (1979). Han var 1979–1981 designer vid Marimekko och 1981–1982 vid China Seas Inc.; sedan 1986 är han självständig företagare. Han var visuell koordinator för EM-spelen i friidrott i Helsingfors 1994.
Piri har formgivit inredningstextilier, herrkläder och skor, keramik, gåvoföremål med mera både för finländska och utländska företag och även tecknat dräkter för scenen. Hans verk utmärks av en okonventionell, oftast munter färgsättning och fantasifull form. Han har också verkat som skribent och bland annat publicerat det självbiografiska verket Vuosi (1988) samt Muotokuvia (1991). År 2017 mottog han Pro Finlandia-medaljen.